# Statul Național-Legionar

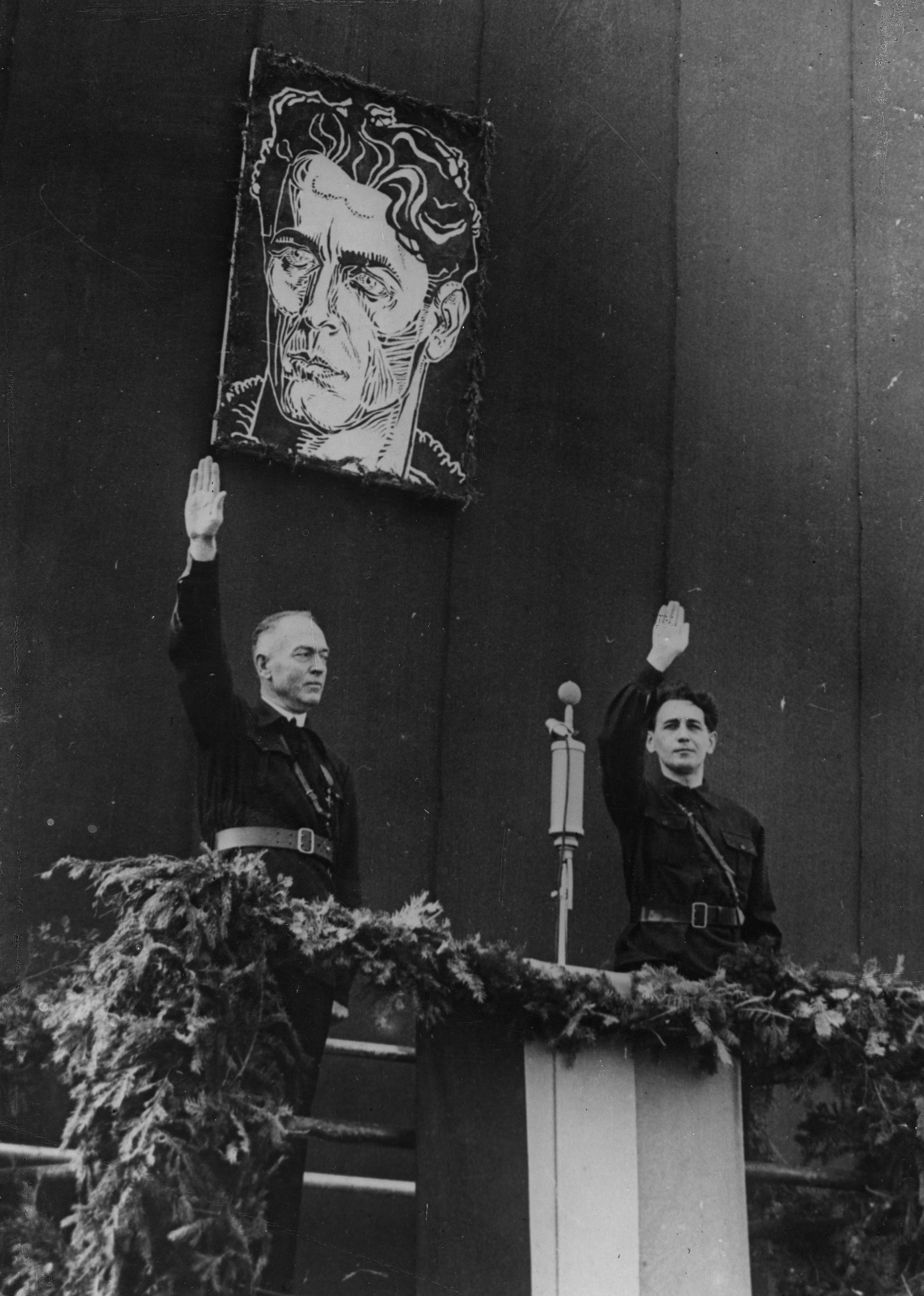
Conducătorul țării, Ion Antonescu, alături de vicepremierul și liderul Gărzii de Fier, Horia Sima, la o manifestație în memoria fondatorului Gărzii de Fier, Corneliu Zelea Codreanu, 6 octombrie 1940.

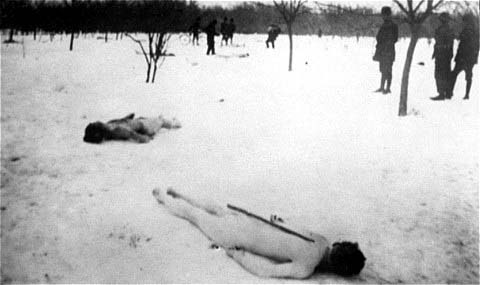
Trupurile dezbrăcate ale victimelor evreiești, aruncate în pădurea Jilava în timpul rebeliunii legionarilor

Statul Național-Legionar a fost denumirea purtată de Regatul României timp de 138 de zile, în perioada dintre 14 septembrie 1940 (când s-a format Guvernul Ion Antonescu (2)) și 14 februarie 1941, când Statul Național-Legionar a fost abrogat în mod oficial, instaurându-se dictatura militară a generalului Ion Antonescu
Pe 4 septembrie 1940 Mișcarea Legionară, în alianță cu generalul Antonescu, au fost chemați de către regele Carol al II-lea al României să formeze un nou guvern. Pe 6 septembrie prim-ministrul nou numit, Ion Antonescu, a cerut abdicarea regelui Carol al II-lea în favoarea fiului său Mihai I. După reușita acestui puci, pe 14 septembrie 1940 Antonescu a proclamat „Statul Național-Legionar” în care el s-a autonumit „Conducător” (din germană Führer), Horia Sima a fost numit vicepreședinte al Consiliului de Miniștri și ministru secretar de Stat, iar tânărului rege Mihai I i s-a rezervat o poziție simbolică de suveran cu drepturi limitate.
În „Monitorul oficial“, nr. 214 bis, din 14 septembrie 1940, a fost publicat Decretul regal semnat de Regele Mihai I, prin care statul român a fost proclamat stat național-legionar (14 septembrie 1940):
Art. 1. Statul român devine stat național-legionar.
Art. 2. Mișcarea Legionară este singura mișcare recunoscută în noul stat, având ca țel ridicarea morală și materială a poporului român și dezvoltarea puterilor lui creatoare.
Art. 3. D-l general Ion Antonescu este conducătorul statului legionar și șeful regimului legionar.
Art. 4. D-l Horia Sima este conducătorul Mișcării Legionare.
Art. 5. Cu începere de la data acestui Înalt decret, orice luptă între frați încetează.
Statul Național-Legionar a comis un mare număr de crime de genocid și jafuri împotriva evreilor din România. În perioada 1940-1941, statul național –legionar condus de Mareșalul Ion Antonescu a adoptat peste 20 de legi antisemite. Apogeul acestei prime etape a regimului Antonescu o constituie pogromul din București, care a avut loc în ianuarie 1941.
Pe de altă parte, la 20 noiembrie 1940, statul național-legionar a emis decretul-lege nr. 830 prin care Grupului Etnic German din România i se acorda o largă autonomie în domenii precum învățământul, presa sau biserica.
Ca urmare a reprimării rebeliunii legionare din 21-23 ianuarie 1941, Antonescu i-a dat la semnat regelui Mihai „Înaltul decret regal nr. 314, din 14 februarie 1941”, prin care Statul Național Legionar a fost desființat.

## Ambiguități legislative
În articolul 2 al decretului semnat de Regele Mihai I, prin care se instituia Statul Național-Legionar se arăta că "Mișcarea legionară este singura "mișcare" recunoscută în noul stat". Nu se spunea că este "singurul partid" sau "partidul unic". Ori, calitatea de mișcare devenise foarte vagă. În același articol, se preciza că misiunea desemnată pentru Mișcarea Legionară era "ridicarea morală și materială a poporului român și dezvoltarea puterilor lui creatoare". Dar acestea nu erau funcții politice explicite și, în plus, defineau niște limite pe care Mișcarea Legionară nu le putea depăși.
În articolul 3 se specifica faptul că "Domnul general Ion Antonescu este conducătorul statului național-legionar și șeful regimului legionar". Calitatea de Conducător este clară; în schimb, nu se precizează ce anume este un "regim legionar". 
În articolul 4 scrie că: "Domnul Horia Sima este comandantul Mișcării legionare". Prin această formulare, Antonescu reproducea în plan politic mecanismul relației dintre ministrul și șeful Statului-Major General din Armată, relație în care ministrul poate dispune destituirea, îndepărtarea, subordonatului sau comandant. În felul acesta, Antonescu și-a păstrat primatul față de Mișcarea legionară.

## Timbre din epoca Statului Național-Legionar

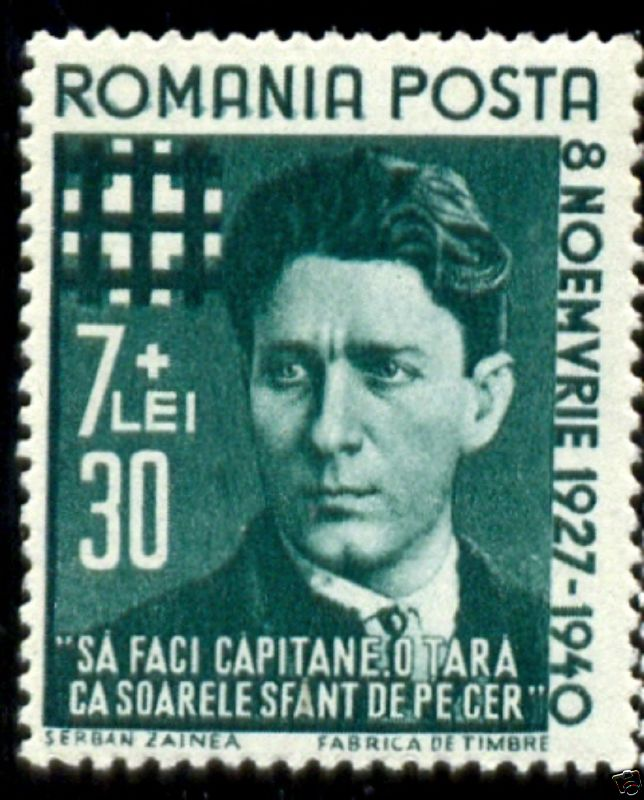
Liderul și fondatorul Gărzii de Fier, Corneliu Zelea Codreanu, 1940
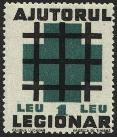
Emblema Ajutorului Legionar, 1940
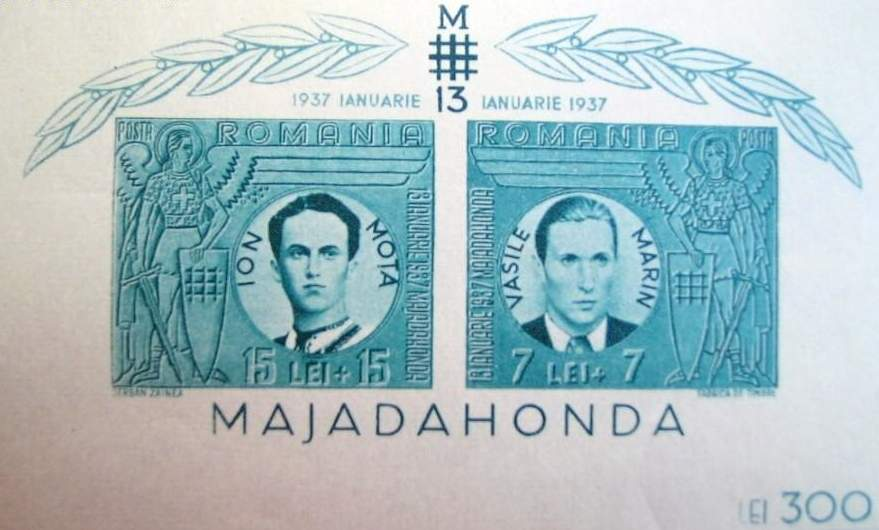
Ion Moța și Vasile Marin, 1941